# Списък на общините на Амапа
Общините на Амапа са официалните деления на бразилския щат Амапа, в Северния регион на страната. Според IBGE (Бразилския институт по география и статистика), щатът се дели на 16 общини, от последната промяна на границите със закон № 171, от 8 септември 1994 г., по силата на който е основан град Витория до Жари. Така Амапа се подрежда на второ място сред бразилските щати с най-малък брой общини, предшестван от Рорайма с 15, и следван от Акри с 22 и Рондония с 52. Също така е и вторият най-малко населен щат, с 626.609 жители, като преди него е Рорайма, с 421.499 души. Общините на щата официално са групирани в 4 микрорегиона (Амапа, Мазагао, Макапа и Ояпоки) и 2 мезорегиона (Северен и Южен).
Общата територия на щата е 142.814,585 km², нареждайки се на 18-о място в Бразилия, с площ сравнима със страни като Таджикистан. Най-голямата община е Ларанжал до Жари, с 29.699 km², а най-малката е Сантана, с 1.578 km². 
Амапа граничи с щата Пара на юг, както и с Френска Гвиана на северозапад и със Суринам на запад. В Макапа, щатската столица, се намира щабът на щатското правителство. Амапа е първият бразилски щат, който демаркира всичките си индиански земи.
Икономиката се основава на сектора на услугите, животновъдството, риболова, растениевъдството, добива на дървесина и на селското стопанство (отглеждат се ориз, фасул, царевица, маниока). Частните предприятия са отговорни за около 70% от работните места. Амапа има трети най-нисък брутен вътрешен продукт сред бразилските щати, въпреки високия прираст, който се наблюдава в последните години.

## Общини (градове)
|    |  | Община                  | Територия | Мезорегион    | Микрорегион |
| -- |  | ----------------------- | --------- | ------------- | ----------- |
| 1  |  | Амапа                   | 9169      | Северна Амапа | Амапа       |
| 2  |  | Витория до Жари         | 2483      | Южна Амапа    | Мазагау     |
| 3  |  | Итаубал                 | 1704      | Южна Амапа    | Макапа      |
| 4  |  | Калсоени                | 14 269    | Северна Амапа | Ояпоки      |
| 5  |  | Кутиас                  | 2115      | Южна Амапа    | Макапа      |
| 6  |  | Ларанжал до Жари        | 29 699    | Южна Амапа    | Мазагау     |
| 7  |  | Мазагао                 | 13 131    | Южна Амапа    | Мазагау     |
| 8  |  | Макапа                  | 6563      | Южна Амапа    | Макапа      |
| 9  |  | Ояпоки                  | 22 625    | Северна Амапа | Ояпоки      |
| 10 |  | Педра Бранка до Амапари | 9495      | Южна Амапа    | Макапа      |
| 11 |  | Порто Гранди            | 4402      | Южна Амапа    | Макапа      |
| 12 |  | Пракууба                | 4957      | Северна Амапа | Амапа       |
| 13 |  | Сантана                 | 1578      | Южна Амапа    | Макапа      |
| 14 |  | Сера до Навио           | 7757      | Южна Амапа    | Макапа      |
| 15 |  | Тартаругалзиньо         | 13 769    | Северна Амапа | Амапа       |
| 16 |  | Ферейра Гомис           | 5047      | Южна Амапа    | Макапа      |